# Danil Boerkenja
Danil Sergejevitsj Boerkenja (Russisch: Данил Сергеевич Буркеня) (Asjchabad, 20 juli 1978) is een Russische atleet, die is gespecialiseerd in het hink-stap-springen. Hij nam driemaal deel aan de Olympische Spelen en won hierbij in totaal één bronzen medaille. Voordat hij aan hink-stap-springen deed was hij een verspringer.

## Loopbaan
In 2004 won Boerkenja een bronzen medaille op de Olympische Spelen van Athene op het onderdeel hink-stap-springen. Dat jaar won hij zilver op de wereldatletiekfinale met een sprong van 17,20 m achter de Zweed Christian Olsson (goud) en voor de Amerikaan Kenta Bell (brons).
Op de wereldkampioenschappen van 2007 in Osaka werd hij met 16,47 uitgeschakeld in de kwalificatieronde.

## Titels
- Russisch kampioen verspringen - 2000, 2001, 2002
- Russisch kampioen hink-stap-springen - 2004, 2006

## Persoonlijke records
Outdoor
| Onderdeel          | Prestatie | Datum        | Plaats |
| ------------------ | --------- | ------------ | ------ |
| verspringen        | 8,31 m    | 14 juli 2001 | Toela  |
| hink-stap-springen | 17,68 m   | 31 juli 2004 | Toela  |

Indoor
| Onderdeel          | Prestatie | Datum           | Plaats |
| ------------------ | --------- | --------------- | ------ |
| verspringen        | 8,07 m    | 15 januari 1999 | Moskou |
| hink-stap-springen | 17,41 m   | 29 januari 2004 | Samara |

## Palmares

### verspringen
- 2001:  Europacup - 7,89 m
- 2002: 5e EK - 7,90 m

### hink-stap-springen
- 2004: 7e WK indoor - 16,62 m
- 2004:  Europacup - 17,28 m
- 2004:  OS - 17,48 m
- 2004:  Wereldatletiekfinale - 17,20 m
- 2005:  Europacup - 17,06 m
- 2005: 4e Wereldatletiekfinale - 17,10 m
- 2006: 6e EK - 16,98 m
- 2006: 5e Wereldbeker - 16,84 m

### Golden League-podiumplekken
- 2001:  verspringen Herculis – 8,07 m
- 2004:  hink-stap-springen Bislett Games – 17,29 m
- 2004:  hink-stap-springen Golden Gala – 17,39 m
- 2004:  hink-stap-springen Memorial Van Damme – 17,26 m
- 2007:  hink-stap-springen Golden Gala – 17,02 m